# Richard Hawkins
Pour les articles homonymes, voir Hawkins.
Richard Hawkins est un navigateur anglais, pirate et corsaire, né vers 1562 et mort le 17 avril 1622 à Londres.

## Biographie
Fils de l'amiral John Hawkins, il se familiarisa dès son plus jeune âge avec les navires et la mer. Richard Hawkins accompagna en 1582 son oncle, William Hawkins, aux Indes occidentales. En 1585, il était capitaine d’un galion dans l’expédition de Drake contre l’Espagne. En 1588, il commandait le Swallow, un navire de la reine, contre l’Invincible Armada. Deux ans plus tard, il accompagna son père dans une expédition au large du Portugal dans une tentative ratée d'intercepter la flotte espagnole.
Richard Hawkins acheta, en 1593, la Dainty, un navire construit à l’origine pour son père et qu’il utilisa dans ses expéditions. Sa mère l'avait nommé Repentance, mais la reine Élisabeth Ire le renomma Dainty. Hawkins avait l'ambition de faire le tour du monde en mêlant piraterie, pillage et observations scientifiques. Après une escale à Rio de Janeiro, la Dainty franchit le détroit de Magellan, et arriva à Valparaíso. La ville fut pillée puis Hawkins poursuivit sa route vers le nord. Il atteignit la baie d'Atacames en juin 1594, soit un an après son départ de Plymouth. La Dainty fut attaquée au large de Paita (nord du Pérou) par six navires espagnols. La situation était sans espoir, mais Hawkins et ses 75 hommes d'équipage se défendirent avec courage pendant trois jours. Hawkins fut gravement blessé et beaucoup de ses hommes tués. Il cessa le combat contre la promesse que les survivants de son équipage seraient renvoyés en Angleterre. Mais Hawkins fut emprisonné à Lima pendant trois ans, puis en Espagne, d’abord à Séville puis à Madrid. Il ne fut relâché qu’en 1602, contre une rançon de 3 000 £, et retourna en Angleterre.
Le roi Jacques Ier le fit chevalier en 1603. En 1604 il entra au Parlement et devint vice-amiral du Devon, un poste difficile car la côte était alors infestée de pirates. Il fut également maire de Plymouth et entra au Parlement. En 1620 et 1621, il était vice-amiral de la flotte envoyée — sans succès — contre les pirates barbaresques en Méditerranée, commandée par Sir Robert Mansell. Il mourut à Londres le 17 avril 1622.

## Écrits
Richard Hawkins écrivit en 1603-1604 The Observations of Sir Richard Hawkins, Knight, in his Vojage into the South Sea, qui ne fut publié qu'en 1622, mais est devenu un ouvrage classique, car c'est un récit vivant de la vie en mer et des voyages de découverte à la fin du XVIe siècle.
D’après ce témoignage, la Dainty commandée par Richard Hawkins longea la côte nord de l’île Pebble, dans l'archipel des Malouines, en février 1594. Il appela ces îles Hawkins His Maidenland.
Le personnage principal du fameux roman de R. L. Stevenson L'Île au trésor (1883) a pour nom Jim Hawkins. Stevenson s'est probablement inspiré du navigateur anglais pour ce personnage.
Dans le manga One Piece, le capitaine pirate et sorcier vaudou Basil Hawkins tient son nom de l'explorateur anglais.

## Sources
- (en) Herbert Henniker-Heaton, « Did Sir Richard Hawkins Visit the Falkland Islands? », The Geographical Journal, volume 67, no 1, janvier 1926, p. 52–57.